# Arrild
 Ikke at forveksle med Arild.
Arrild er en landsby i det Sønderjylland med 322 indbyggere  (2024) i Arrild Sogn. Landsbyen ligger i Tønder Kommune og tilhører Region Syddanmark. I den lille landsby finder man Arrild Kirke i romansk stil omkring år 1350.
Mellem Arrild og Hønning Plantage ligger Arrild Ferieby, som består af 400 feriehuse og en campingplads, der hvert år besøges af danske og tyske turister.
Fra Arrild er der 10 km til Toftlund, 14 til Løgumkloster, godt 14 til Skærbæk og godt 36 km til Aabenraa.

## Galleri
- Arrild Friskole, der har til huse i den tidligere folkeskole
- Landsbyens store svømmehal nyder godt af de mange gæster i feriebyen
- Genforeningssten på plænen foran den tidligere kro